# Espremedor de frutas

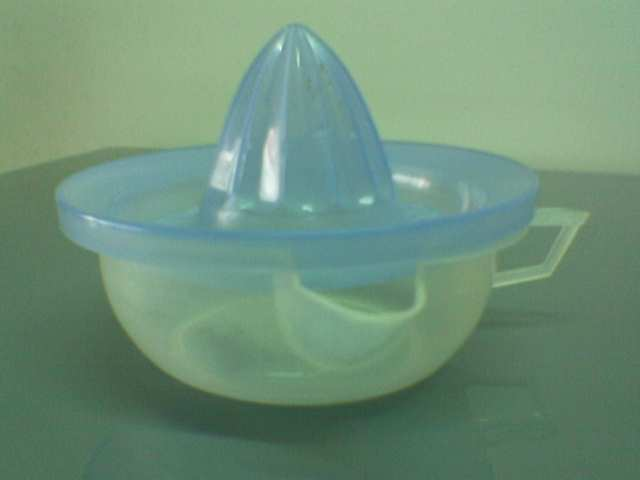
Espremedor de citrinos manual.

Espremedor de citrinos, espremedor de frutas, Espremedor de limão ou Espremedor de laranja é um utensílio de cozinha que serve para espremer frutos, em especial o limão e a laranja, com o objectivo de lhes retirar o sumo/suco. 

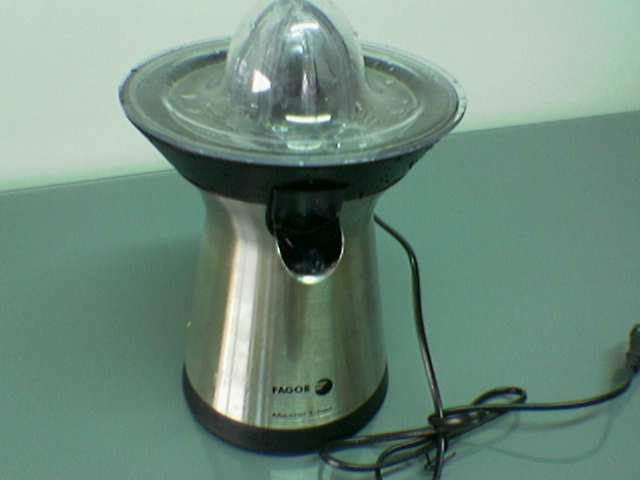
Espremedor eléctrico moderno.

Existem vários tipos de espremedor, desde os mais simples, como o espremedor manual, aos eléctricos.
Relativamente ao espremedor manual, é necessário rodar o citrino, exercendo força contra o mesmo, para que o fricção entre o fruto e o espremedor resultem na expulsão do sumo/suco. No caso do eléctrico, o espremedor gira sozinho, pelo que não é necessária força, por parte do usuário. Existem muitos tipos de espremedores eléctricos, desde os caseiros aos industriais, usados por restaurantes, ou outros estabelecimentos comerciais. Este foi criado em 1926 por Madeline Turner.